# Asterix en de Belgen
Asterix en de Belgen is een strip uit de Asterix-serie van René Goscinny en Albert Uderzo uit 1979. Het is tevens het laatste geschreven album van Goscinny voor hij overleed.
In 2017 verscheen van dit album naar aanleiding van een expo in het Belgisch Stripcentrum een editie met een extra dossierkatern.

## Verhaal
Abraracourcix krijgt te horen dat de Romeinse soldaten uit Belgica als rustkuur vlak bij hun dorpje verblijven. Naar verluidt zijn de Belgen zulke woeste krijgers dat Caesar de Belgen tot "dappersten aller Galliërs" heeft uitgeroepen. Abraracourcix voelt zich beledigd door deze uitspraak en besluit naar Belgica te trekken. De druïde Panoramix is er niet gerust op en stuurt Asterix en Obelix mee uit veiligheidsoverwegingen. In Belgica leert het drietal een groepje Belgen kennen die hen meteen hun dapperheid bewijzen door een Romeins legerkamp met de grond gelijk te maken. Abraracourcix, Asterix en Obelix willen niet voor hen onderdoen en doen hetzelfde. Eerst doen de Belgen alsof ze niet onder de indruk zijn, maar het bleek slechts een grap te zijn en aldus nodigen ze hen uit in hun dorp. Daar krijgt het Belgische stamhoofd, Vandendomme, ruzie met Abraracourcix over de vraag wie van beide volkeren de dapperste is. Ze besluiten een weddenschap aan te gaan waarbij ze Romeinse legerkampen aanvallen en Caesar als scheidsrechter aanstellen.
Nadat ze een groot aantal kampen hebben verwoest, trekt Caesar met zijn leger naar Belgica om een eind aan de opstanden te maken. Asterix en Obelix gaan naar zijn kamp om uit te leggen dat het om een weddenschap gaat, maar de Romeinse veldheer besluit de Gallische opstanden eens en voor altijd de kop in te drukken. Abraracourcix wil ook de strijd aanbinden, maar de Belgen beschouwen dit niet meer als een spel, maar als een echte oorlog en dus trekken de Galliërs zich terug. Caesar blijkt echter katapulten te hebben ingeschakeld en de Belgen zien zich al snel genoodzaakt terug te trekken. Asterix en co hebben inmiddels ontdekt dat enkele Romeinse troepen de Belgen in de rug wilden aanvallen. Ze brengen de Belgen op de hoogte en binden met hen de strijd aan. De Romeinen geven zich over en Caesar trekt zich terug. Op weg naar huis komt hij Abraracourcix en Vandendomme tegen die hem vragen wie van hen nu de dapperste is. Caesar verklaart ziedend van woede dat het hem niet kan schelen en ze volgens hem allemaal even gek zijn. Dit doet Abraracourcix en Vandendomme in lachen uitbarsten en ze verbroederen. Na een feestmaal keren Asterix en Obelix weer naar huis.

## Personages
- Vandendomme (in een recentere vertaling Geuzelambickx,[1] naar het Brussels-Pajotse streekbier op basis van Lambiek): Belgisch stamhoofd en Nerviër, hij vertegenwoordigt de Vlaamse Belg.
- Vandenkettinge (in een recentere vertaling Diederickx): onderstamhoofd en Menapiër, hij vertegenwoordigt de Waalse Belg.
- Vandenschrikke: Belgisch krijger.
- Vandenregenindendruppe: Belgisch krijger. Zijn naam is een woordspeling op het gezegde 'van de regen in de drup belanden'.
- Vandenballe: Belgisch krijger die Obelix leert hoe waterzooi te maken.
- Vandengekke: Belgisch krijger.
- Vandenhakkeopdentakke: Belgisch krijger. Zijn naam is eveneens een woordspeling op een gezegde, in dit geval 'van de hak op de tak springen'.
- Wolfgangamadeus: Romeins legaat van Belgica die Caesar informeert van de toestand aldaar. Naar Wolfgang Amadeus Mozart.
- Hocuspocus: Romeins legionair die flauwvalt als Vandendomme hem vraagt waarom hij olie kookt. Naar het klassieke tovergezegde "hocus pocus pats" en varianten.
- Zuurkoolmetjus: officier van Julius Caesar. Letterlijk "zuurkool met jus" (saus).
- Onderonsjus: senator in Rome die zich zorgen maakt op "brassica" (kool) en het allemaal maar "apebrassica" vindt. Zijn naam is een woordspeling op een "onderonsje" of een besloten onderhoud.
- Nicotineke: vrouw van Vandendomme die "simpelkes met boterhammen" voorstelt te eten als de mannen en de Galliërs terugkeren naar het Belgische dorp. Een karikatuur van Brussels actrice en zangeres Annie Cordy. Naar nicotine, dat in tabakswaren te vinden is.
- Vandeweeromspitte: landbouwer die Asterix en Obelix tegenkomen onderweg naar Caesar. Zijn naam is een woordspeling op "weer omspitten", en gezien zijn beroep zeer toepasselijk.
- Serpentine: Belgische vrouw, en eega van Vandeweeromspitte, die spruitjes en een kantwerkje aan Asterix en Obelix geeft om als witte vlag te dienen. Naar het feestartikel.
- Manneken: de zoon van Vandeweerompsitte en Serpentine, die waarschijnlijk 'in het geniep aan de mede zit' daar hij veel moet gaan plassen (een parodie op Manneken Pis).

## Culturele referenties
- De Romeinse legionair die door Asterix en Obelix wordt ondervraagd is een karikatuur van Pierre Tchernia, die ook een centurio gestalte gaf in Asterix in Corsica.
- Het verhaal is opgebouwd rond een citaat van Julius Caesar dat Abraracourcix verschrikkelijk opwindt: "Van alle Galliërs zijn de Belgen het dapperst." Het is afkomstig uit Caesars De bello gallico: «Horum omnium fortissimi sunt Belgae, propterea quod a cultu atque humanitate provinciae longissime absunt, minimeque ad eos mercatores saepe commeant atque ea quae ad effeminandos animos pertinent important, proximique sunt Germanis, qui trans Rhenum incolunt, quibuscum continenter bellum gerunt. »- «Van hen (dat is de Galliërs) allemaal zijn de Belgen de dappersten, omdat ze het verst verwijderd zijn van de cultuur en de beschaving van de provincia, omdat er slechts zeer zelden kooplui tot bij hen reizen en die dingen invoeren, die bijdragen tot het verwekelijken van de geesten, en ze vlak bij de Germanen, die over de Rijn wonen, met wie ze voortdurend oorlog voeren, wonen.»
- De Romeinen vertellen moppen over de Belgen, iets wat hun buurlanden vandaag de dag nog altijd doen. De Belgen op hun beurt noemen de Galliërs "Gallianen" in eenzelfde chauvinistisch opzicht.
- De Belgen worden als bon vivants voorgesteld: rijkelijk en overvloedig eten, een grote hoeveelheid bier (mede in de strip), goed in het vlees zittend en meestal de borst (en buik) bloot gelaten.
- Vandendomme zegt in de originele Franstalige versie dat "in zijn platte land oppidums de enige bergen zijn." Dit is een verwijzing naar Jacques Brels nummer Le Plat Pays. In de Nederlandse vertaling werd een veel obscuurdere verwijzing bedacht. Daar zegt Vandendomme dat het "weien als wiegende zeeën zijn", een referentie aan Renaat Veremans' liedcompositie Vlaanderen (1910). Later gaf Goscinny toe dat, had hij Will Tura's Vlaanderen mijn Land gekend, een citaat uit deze tekst ontleend zou zijn.
- Vandendomme ziet dat de Romeinen een pot met kokende olie hadden klaargezet. Het was de bedoeling dat deze over hen heen zou worden gegoten, maar helaas was het goedje niet tijdig klaar. Vandendomme begrijpt de context niet. De Romein die de olie aan de kook bracht, Hocuspocus, kon hij het niet vragen want die 'viel in de patatten' doch krijgt op basis hiervan een idee voor een nieuw recept, dat overduidelijk aan frieten refereert ("Patatten in de olie..., patat friet..."). Nochtans haalde de Belgische druïde Mannekenpix in Asterix en de Goten al met blote handen ("blote pollen") "frietjes uit een ketel". In beide gevallen is het echter een anachronisme, omdat aardappelen pas na de ontdekking van Amerika in 1493 naar Europa zouden worden geïmporteerd.
- De Belgische stamhoofden ruziën aan tafel om de tong van een everzwijn. In de Franse versie is de allusie op de Belgische taalstrijd duidelijker, omdat "une langue" zowel een "tong" als "taal" kan betekenen. Nicotineke zegt het zelf dat 'ze elkaar rauw lusten' bij wijlen. Ook het feit dat Vandendomme Vandenkettinge 'een stukste vuist' ("een muilpeer") wil laten voelen, en Vandenkettinge Vandendomme 'een stukske voet' ("mon pied dans ton c...") zal laten voelen dan.
- Op de voorlaatste pagina van het verhaal staat een parodie op het schilderij De Boerenbruiloft van Pieter Bruegel.
- Op de eenzame Belgische boerderij worden spruiten gegeten en krijgen Asterix en Obelix een stuk kantwerk mee, wat verwijst naar Brusselse spruiten en Brussels/Brugs kant. Het zoontje draagt enkel een broekje en er wordt geïmpliceerd dat hij erg vaak moet plassen, wat verwijst naar Manneken Pis.
- De teksten op de perkamentrollen tijdens de veldslag verwijzen naar L'Expiation van Victor Hugo, een gedicht over de Slag bij Waterloo, waar de hele veldslag tussen Caesar en de Belgen een parodie op is. Zo neemt Caesar Asterix voor zijn generaal Wolfgangamadeus, zoals Napoleon Blücher voor Grouchy nam. De beroemde frase Waterloo! Waterloo! Waterloo! morne plaine! komt in een dialoog terug als Waterzooie! Waterzooie! Waterzooie! Morne plat! Bij de vertaling 'slappe kost' gaat dit verloren.
- Een van de Belgische koeriers die worden doorgestuurd om de andere kampen te waarschuwen is Eddy Merckx.
- Ook duiken Jansen en Janssen op, wat een allusie is op de bekende stripreeks De avonturen van Kuifje, inclusief de vorm van de tekstballonnen en het lettertype.
- In de Nederlandse vertaling van Asterix en de Belgen spreken de Belgen Verkavelingsvlaams: "awel", "zenne" enz. Waar hun namen in de originele Franse versie op "-ix" eindigden, net als bij de Galliërs, is dit in de Nederlandse versie veranderd. Hun namen beginnen nu met "Vanden-" en eindigen op "-e". In dezelfde context eindigen alle vrouwennamen op -ine, zoals Nicotine.
- Vandendomme krijgt waterzooi geserveerd, wat "aan de darmen plakt", en Vandendomme maar "slappe kost, zenne" vindt.
- Obelix vindt aan het einde van het verhaal een stuk wrakhout met mosselen terug, achtergelaten door de piraten. Dit doet Vandendomme overwegen om het met de frieten te combineren, een verwijzing naar friet met mosselen, wat een Brussels streekgerecht is.
- De piraten worden door de schermutselingen overvallen terwijl ze de kust kruisen en lopen verloren in het verhaal in een poging hun neutraliteit vergoed te zien. De Romeinen denken hierop dat de Belgen en Galliërs terzijde worden gestaan door een "geheimzinnige neutrale zeemacht", alsof zij niet weten wat neutraliteit inhoudt.
- Het citaat Veni, Vidi, Vici (“Ik kwam, ik zag en overwon”) wordt eveneens in de strip aangehaald, wanneer Caesar vertrekt naar België en stelt dat hij zal komen, zien en overwinnen.
- Voor de slag begint citeert een Romeins officier alea jacta est (“De teerling is geworpen”), een citaat van Caesar. Deze hoort het en belooft de officier 'na de slag eens nader te spreken'.
- Op de allerlaatste plaat, waar het gebruikelijke banket in het Gallische dorp plaatsvindt, is een verdrietig konijntje te zien dat in een treurige houding naar de lezer kijkt. Dit staat symbool voor Uderzo's verdriet om het overlijden van Goscinny, die stierf in 1977 toen het tekenwerk 38 pagina's telde en op verzoek van Goscinny was stilgelegd vanwege een conflict tussen hem en uitgeverij Dargaud. Pas in 1979 voltooide Uderzo het album nadat de uitgeverij hem hiertoe dwong. De keus om zijn verdriet te symboliseren met een konijntje was omdat Goscinny de gewoonte had om zijn echtgenote Gilberte zo te noemen.[2]